# Sentier (Paryż)
Sentier – dzielnica (quartier) Paryża na północnym brzegu Sekwany na terenie drugiego okręgu Paryża określana tą historyczną nazwą. Nazwa pochodzi od Rue du Sentier. Dzielnica stanowi ważny tradycyjny okręg wieloetnicznego wytwarzania tekstyliów.

## Położenie

Sentier, Paris

Dzielnica ograniczona jest ulicą Montmartre na zachodzie, Boulevard de Sébastopol na wschodzie, Boulevard Poissonnière i Boulevard de Bonne Nouvelle na północy i Rue Réaumur na południu.
Przecinają ją w szczególności Rue d'Aboukir (ulica Abukiru)  oraz Rue du Caire (ulica Kairu). Charakterystyczny punkt stanowi place du Caire (plac Kairu).
Dzielnica Sentier nie jest wydzielona administracyjnie, znajduje się ona na terenie północnej części okręgów Mail i Bonne-Nouvelle.
W dzielnicy od dziesięcioleci działa kilkaset przedsiębiorstw konfekcyjnych. Z powodu dobrej jakości połączeń telekomunikacyjnych dedykowanych pobliskiej giełdzie sprowadziły się tu też przedsiębiorstwa internetowe.